# Steinkiste auf Sandfiold
Die große Steinkiste auf Sandfiold (auch Sand Fiold) liegt auf der schottischen Orkneyinsel Mainland.
Das Dünengebiet südöstlich von Netherstone, bei Skaill unweit von Skara Brae, ist eine Region, in der bereits mehrere Steinkisten gefunden wurden. Die größte Ausgrabung fand 1989 statt. Gefunden wurde ein in den Felsen geschnittenes 2,0 m tiefes Felskammergrab von etwas mehr als 3,0 m2, das eine aus großen dünnen Platten zusammengestellte Steinkiste enthielt. Im Inneren lagen die Überreste dreier Bestattungen.
In der einen Ecke befand sich eine große Urne mit Leichenbrand, während eine unverbrannte Frau und ein Fötus in der anderen Ecke deponiert waren. Im Zentrum lagen, unter einer Art Matte, verbrannte Überreste. Die Bestattungen erfolgten etwa 2000 v. Chr. Bisher ist diese Steinkiste einzigartig, denn die anderen in der Region (Steinkiste an der Lopness Bay) sind viel kleiner und wurden nicht für Mehrfachbestattungen verwendet.
Aus der Bronzezeit (etwa 1800–800 v. Chr.) sind noch nicht viele Belege auf den Orkney ans Licht gekommen. Die Inseln waren unter Umständen von einer Klimaverschlechterung betroffen, die zu einem Exodus führte. Dies könnte den Mangel an bronzezeitlichem Fundgut erklären. In dieser Zeit wurden keine Monumentalbauten errichtet. Da es kaum Anzeichen für Siedlungen gibt, scheint man diese zugunsten verstreuter Häuser aufgegeben zu haben. Die Leichenverbrennung setzte sich nach und nach durch und für Bestattungen in Steinkisten auch unter Steinhügeln wurden regelrechte Gräberfelder (Knowes o’ Trotty) angelegt.
Bis 1989 war der Dwarfie Stane das einzige Felsgrab in Großbritannien und zugleich das nördlichste in Europa.